# 昴宿二
昴宿二，即金牛座19（19 Tau，19 Tauri）是一个位于金牛座的三合星系统，它是昴宿星团的成员，距离地球约440光年。
昴宿二的主星昴宿二A是一颗蓝白色B-型次巨星，视星等为+4.30。它又是一个分光双星系统，两颗成员星的视星等分别是+4.6和+6.1，相距0.012角秒，轨道周期1313天。另一个伴星昴宿二B视星等为8等，距离它们69角秒。
在中国古代星官系统中，昴宿二属于西方白虎七宿中昴宿第二星，这也是昴宿二名字的来由。它在西方被称为Taygeta，是指阿特拉斯（Atlas）和普勒俄涅（Pleione）的七个女儿之一塔宇革忒。